# Sălătrucel
Sălătrucel – wieś w Rumunii, w okręgu Vâlcea, w gminie Sălătrucel. W 2011 roku liczyła 1328 mieszkańców.